# 1704 au théâtre
| Années du théâtre : 1701 - 1702 - 1703 - 1704 - 1705 - 1706 - 1707    |
| Décennies du théâtre : 1670 - 1680 - 1690 - 1700 - 1710 - 1720 - 1730 |

## Pièces de théâtre publiées
- L’Andrienne, comédie en vers de Michel Baron, Paris, Pierre Ribou Lire sur Gallica.

## Naissances
- 6 mars : Philip Zweers, poète et dramaturge néerlandais, mort le 5 novembre 1774.
- Date précise inconnue ou non renseignée :
  - 30 novembre : Marianne-Hélène de Mottes, dite Mademoiselle de La Motte, actrice française, sociétaire de la Comédie-Française, morte le 30 novembre 1769.

## Décès
- 19 février : Ichikawa Danjūrō I, acteur kabuki japonais, dramaturge sous le nom de Mimasuya Hyōgo, né en 1660.
- 14 décembre : Joseph-François Duché de Vancy, auteur dramatique et librettiste français, né le 29 octobre 1668.
- Date précise non connue : 
  - Hong Sheng, dramaturge chinois, né en 1645.